# Tremont Avenue (stacja metra)
Tremont Avenue – stacja metra nowojorskiego, na linii B i D. Znajduje się w dzielnicy Bronx, w Nowym Jorku i zlokalizowana jest pomiędzy stacjami 182nd–183rd Streets i 174th–175th Streets. Została otwarta 1 lipca 1933.